# Alexander Kunert
Alexander Kunert (* 31. Januar 1996 in Freyung) ist ein deutscher Schwimmsportler, der sich auf das Schmetterlings- und Freistilschwimmen spezialisiert hat. Er ist Deutscher Meister 2015 und 2016 über 200 m Delphin. 2018 wurde Kunert Deutscher Kurzbahnmeister über 200 m Delphin, 200 m Freistil und 100 m Schmetterling, sowie Dritter über 50 m Delphin.

## Erfolge
Kunert wurde 2014 in Dordrecht Jugendeuropameister mit der deutschen 4-mal-200-Meter-Freistilstaffel und Vizeeuropameister mit der 4-mal-100-Meter-Lagen-Mixedstaffel. Im Einzelrennen über 200 m Schmetterling belegte er den 3. Platz. Ein Jahr zuvor bei der gleichen Veranstaltung in Posen wurde er Dritter mit der 4-mal-100-Meter-Freistil- und der 4 × 100-m-Freistil-Mixedstaffel.
Im Seniorenbereich belegte er bei den Deutschen Kurzbahnmeisterschaften 2013 den 3. Platz über 100 m Delphin und den 4. über die 200 m. Ein Jahr später wurden es in Wuppertal Rang zwei und drei. Bei den Deutschen Schwimmmeisterschaften 2014 verfehlte er das Treppchen über 200 m um einen Rang und wurde Vierter. Dafür holte er sich bei den Deutschen Meisterschaften 2015 in Berlin den Titel über 200 m Schmetterling in 1:57,36 min und wurde Nachfolger von Robin Backhaus.